# Bundesliga
A Bundesliga (alemão: [ˈbʊndəsˌliːɡa] (escutarⓘ); lit.  "Liga Federal"), às vezes referida como Fußball-Bundesliga ou 1. Bundesliga, é uma liga profissional de futebol na Alemanha, organizada pela Deutsche Fußball Liga. No topo do sistema de ligas do futebol alemão, a Bundesliga é a principal competição de futebol do país.  
A Bundesliga é composta por 18 equipes e opera em sistema de promoção e rebaixamento com a 2. Bundesliga. Todos os clubes da Bundesliga participam da DFB-Pokal (Copa da Alemanha). O vencedor da Bundesliga se qualifica para a DFL-Supercup (Supercopa da Alemanha) e, juntamente com os outros três melhores colocados da tabela, ganha uma vaga para a Liga dos Campeões da UEFA da temporada seguinte. 
A Bundesliga é a liga de futebol número um do mundo em termos de público médio; de todos os esportes, sua média de 45.134 torcedores por jogo durante a temporada 2011–12 foi a segunda maior de qualquer liga esportiva do mundo, depois da americana National Football League. A Bundesliga é transmitida pela televisão em mais de 200 países.

## História

### Antecedentes (1932–1962)
No Temporada 1932/33, ainda havia 55 ligas regionais na Alemanha sob diferentes nomes - como liga distrital e Gauliga - com status de primeira divisão. Já em 1932, o então presidente da DFB, Felix Linnemann, pediu a introdução de uma "Reichsliga" na qual os melhores clubes deveriam jogar contra os campeões alemães. Planos apropriados foram apresentados na conferência nacional da DFB em 16 de outubro de 1932, mas as associações regionais rejeitaram o projeto. Depois que o Partido Nazista chegou ao poder, no entanto, no início do ano do jogo de 1933/34, um aperto de 16 Gauligen foi aplicado até o final da Segunda Guerra Mundial - com algumas variações causadas principalmente pela guerra - representou o maior nível de desempenho do futebol alemão.
Enquanto o futebol em outras grandes nações do futebol europeu era organizado em ligas profissionais nacionais antes da Segunda Guerra Mundial, como na Inglaterra desde 1888 e na Espanha e Itália desde o final dos anos 1920, houve grandes diferenças de desempenho entre algumas equipes de topo e o resto da liga na Alemanha nas principais ligas espalhadas nacionalmente como a divisão principal. Isso levou ao fato de que os jogadores que muitas vezes eram insuficientemente desafiados em jogos da liga não eram competitivos internacionalmente, e os clubes espanhóis ou italianos dominaram a Copa da Europa. Ao criar a Bundesliga como a divisão mais alta em todo o país, com um alinhamento claramente forte, o nível geral de desempenho deveria e foi aumentado.
Na Alemanha Ocidental, houve uma discussão renovada após a Segunda Guerra Mundial sobre a introdução de uma liga profissional nacional. Um forte defensor desta ideia foi Franz Kremer, o então presidente do 1. FC Cologne, que em 1949 se tornou presidente do grupo de interesse para a criação da Bundesliga e desenvolvimento do futebol profissional. Como antes da guerra, as associações regionais eram contra a ideia de uma Bundesliga, a DFB também tinha grandes preocupações sobre se a competição esportiva e a economia de mercado poderiam ser reconciliadas. Muitos críticos temiam que os clubes se tornassem insolventes. Assim, uma primeira tentativa de fundar a Bundesliga no extraordinário DFB Bundestag de 1958 em Frankfurt falhou. Nos anos seguintes, no entanto, Kremer encontrou o treinador nacional, Sepp Herberger e o posterior presidente da DFB, Hermann Neuberger, que foram apoiadores importantes. Neuberger sugeriu em 1962, poucas semanas depois que a seleção alemã foi eliminada nas quartas de final da Copa do Mundo no Chile, novamente a criação de uma primeira divisão uniforme. Em 28 de julho de 1962, os delegados das associações regionais individuais reunidos no DFB Bundestag, no salão dourado de Westfalenhalle de Dortmund, finalmente decidiram por 103 a 26 votos apresentar a Bundesliga para a temporada 1963/64.
Na liga recém-criada, 16 times deveriam jogar, cinco dos quais deveriam vir da Oberliga Süd e Oberliga West , três da Oberliga Nord, dois da Oberliga Südwest e um da Berlin City League.
Para a qualificação das equipes os critérios esportivos e econômicos deveriam ser determinantes, sendo considerado apenas um clube por cidade. O processo de seleção que acabou sendo usado para encontrar os 16 membros fundadores da Bundesliga foi extremamente complicado. A DFB decidiu por uma chave após as posições finais dos clubes nas ligas principais das temporadas 1951/52 a 1954/55 serem classificadas como solteiras, de 1955/56 a 1958/59 duas vezes e de 1959/60 a 1962/63 triplas. Pontos adicionais foram concedidos por alcançar finais de campeonatos e finais de taças. Além disso, a estrutura de infraestrutura tinha que estar em vigor. Por exemplo, um clube deveria ter um estádio com pelo menos 35.000 lugares e um sistema de holofotes. Os detalhes da chamada avaliação de doze anos foram determinados em 6 de outubro de 1962 pelo conselho consultivo da DFB.
Os 16 membros fundadores da Bundesliga, escolhidos após muitos debates e controvérsias, foram:
- Eintracht Braunschweig
- Werder Bremen
- Hamburger SV
- Borussia Dortmund
- FC Köln
- Duisburg
- Preußen Münster
- FC Schalke 04
- FC Kaiserslautern
- FC Saarbrücken
- Eintracht Frankfurt
- Karlsruher SC
- FC Nürnberg
- TSV 1860 Munique
- VfB Stuttgart
- Hertha BSC

### Primeiros anos (1963–1968)
O primeiro jogo da Bundesliga foi em 24 de agosto de 1963. Em apenas 58 segundos, Timo Konietzka fez o gol do Borussia Dortmund no jogo contra o Werder Bremen, o primeiro gol da Bundesliga. Nesse ano o FC Köln sagrou-se campeão, o primeiro da Era Bundesliga.
Na temporada seguinte, aconteceu a primeira grande crise de um clube na Bundesliga. O Hertha BSC foi privado de sua licença devido as dívidas com seus jogadores, sendo rebaixado para a segunda divisão, em seguida, Regionalliga. Assim os rebaixados Karlsruher SC e FC Schalke 04 recuperaram sua vaga. Posteriormente, o número de equipes foi aumentada para 18. O SC Tasmania 1900 foi definido como substituto para o Hertha BSC.
Apesar de uma vitória na abertura da temporada, o Tasmania permaneceu na 1.Bundesliga por apenas uma temporada sendo o pior time da história da Bundesliga e tendo sete recordes negativos: menor número de gols marcados (15), maior número de gols sofridos (108), menos pontos (8), menos vitórias (2), maior número de derrotas (28), menor número de público em um jogo (827) e a mais longa série sem vitórias (31 jogos consecutivos). 
Borussia Mönchengladbach e Bayern de Munique eram os dois clubes que dominavam a Bundesliga, e esse domínio durou vários anos. Dos 16 membros fundadores, o Hamburger SV foi o único que permaneceu continuamente na Bundesliga.

### Bayern de Munique vs Borussia Mönchengladbach (1969–1978)
Devido à fraudes em partidas competitivas de rebaixamento, Rot-Weiss Oberhausen e Arminia Bielefeld conseguiram manter-se na Bundesliga. O promotor-chefe da DFB, Hans Kindermann, conduziu investigações que verificaram que 18 jogos dos últimos oito dias da temporada de 1970/71 foram manipulados. Um total de cinquenta e dois jogadores, dois treinadores e seis funcionários de clubes foram punidos. Além disso, os clubes Arminia Bielefeld e Kickers Offenbach tiveram a licença da Bundesliga revogadas.
O futebol alemão perdeu a sua credibilidade depois disso. Os espectadores decidiram "punir" os clubes com sua abstinência dos estádios. Os índices de audiência de 6,3 milhões na temporada 1970-71 caíram drasticamente para 5,4 milhões em 1971/72 e 5 milhões em 1972-1973. Além do escândalo na época, foram discutidas outras razões para a perda de visitantes, entre outras coisas, a falta de conforto nos estádios e o aumento da cobertura televisiva. Somente após a Copa do Mundo de 1974, a reputação da Bundesliga "ressuscitou". Além disso, as equipes da Bundesliga foram muito bem sucedidas internacionalmente.
Borussia Mönchengladbach foi o primeiro campeão da década de 1970 (1970-1971). As três temporadas seguintes foram conquistadas pelo Bayern de Munique (1971-1974) e, em seguida, Mönchengladbach foi tricampeão também (1975-1977).
A maior goleada da história da Bundesliga foi do Borussia Mönchengladbach, em 29 de abril 1978, 12 a 0 contra o Borussia Dortmund.
Internacionalmente, os anos 1970 foram a década de mais sucesso dos clubes da Bundesliga. A cada ano, pelo menos um clube chegou em uma semifinal, por três vezes foram campeões da Liga dos Campeões da UEFA (Bayern de Munique em 1974, 1975 e 1976 ), uma vez da Recopa Européia (Hamburger SV em 1977) e três vezes da Liga Europa (Borussia Mönchengladbach em 1975 e 1979, Eintracht Frankfurt 1980). 

### Norte contra Sul (1979–1990)
Na década de 1980, o número de espectadores caiu nos estádios da Bundesliga novamente. Isto foi devido, entre outras coisas, ao número de estrelas alemãs que foram para clubes estrangeiros. A maior transferência foi a mudança de Karl-Heinz Rummenigge do Bayern de Munique para a Inter de Milão. Através dos sucessos de Boris Becker e Steffi Graf, o interesse do público e de mídia foi deslocado para o tênis. Embora a Seleção Alemã de 1982 e 1986 tinha chegado à final da Copa do Mundo nas duas ocasiões, suas performances eram menos atraentes. Para contrariar esta falta de espectadores por causa de más condições climáticas, a partir de 1986 a pausa de Inverno foi prorrogada para oito semanas.
O Bayern de Munique teve os melhores jogadores da década de 1970, aproveitando-se bem disso, sendo capaz de crescer ainda mais. A partir de meados da década de 1980, o Werder Bremen se tornou o grande rival do norte do país. O Bayern de Munique, expandiu seu domínio e venceu o seu nono e décimo títulos em 1986 e 1987, assim estabelecendo um novo recorde da competição, superando o FC Nuremberg com seus nove campeonatos conquistados (oito deles antes da introdução da Bundesliga). O duelo com o Werder Bremen permaneceu por mais alguns anos. O Werder Bremen venceu a Bundesliga na temporada 1987-88 e manteve-se forte nos anos seguintes.
Na década de 1980, dois clubes alemães chegaram às finais da Liga dos Campeões da UEFA (Hamburger SV em 1983) e da Liga Europa (Bayer 04 Leverkusen em 1988). Quase sempre nesta década pelo menos um clube da Bundesliga atingiu a semifinal de alguma competição europeia.

### Reunificação e comercialização (1991–1999)
A Bundesliga novamente viu crescer sua popularidade no início da década de 1990. De um lado pelo sucesso desportivo da Seleção Alemã (terceiro título mundial em 1990 e terceiro título europeu em 1996), por outro lado, a Bundesliga gozava de mais prestigio na mídia. A Bundesliga de 1991-1992, contou temporariamente com 20 clubes (por causa da reunificação da Alemanha), quatro dos quais tiveram que descer. O primeiro campeão da Bundesliga após a reunificação foi o VfB Stuttgart.
A competição foi consideravelmente mais equilibrada do que em anos anteriores. Cinco equipes diferentes ganharam o campeonato neste período de tempo. O sucesso do Borussia Dortmund foi o resultado do talento dos jogadores que disputaram a Eurocopa, como Jürgen Kohler, Stefan Reuter e Andreas Möller e assim aumentaram as rivalidades nacionais nos anos 1990, com o Dortmund virando um dos principais rivais do Bayern de Munique daí por diante.
Também na década de 1990, clubes da Bundesliga chegaram a cada ano, pelo menos a uma semifinal europeia. O Borussia Dortmund venceu a Liga dos Campeões da UEFA em 1997, o Bayern de Munique (1996) e Schalke 04 (1997) venceram a Liga Europa e o Werder Bremen foi campeão da Recopa Europeia em 1992.

### Crescimento e amplo domínio do Bayern (2000–2024)
Desde 2000, o Bayern de Munique venceu quatorze títulos. Os outros campeões foram o Borussia Dortmund em 2002, 2011 e 2012, o Werder Bremen em 2004, o VfB Stuttgart em 2007 e o VfL Wolfsburg em 2009, apenas 5 clubes no Século XXI.
Imediatamente após o novo milênio chegar, os clubes alemães por duas vezes foram a final da Liga dos Campeões da UEFA (Bayern de Munique em 2001 e Bayer Leverkusen em 2002) e uma vez para a final da Liga Europa (Borussia Dortmund em 2002).
O Bayern foi para a final da Liga dos Campeões da UEFA novamente, porém perdeu o título para o Chelsea. Na temporada de 2012/13 estavam nas duas competições um total de nada menos que sete equipes alemãs na fase de grupos, o que é um recorde histórico. Além disso, a final da Liga dos Campeões de 2013 um duelo entre clubes da Alemanha, reunindo Borussia Dortmund e Bayern de Munique. O Bayern de Munique venceu a final por 2 a 1.
O Bayern de Munique construiu uma hegemonia no futebol alemão que durou entre 2013 à 2023 com 11 títulos consecutivos, quando em 2024 foi interrompida pelo Bayer Leverkusen, o qual conquistou o título pela primeira vez.

## Formato

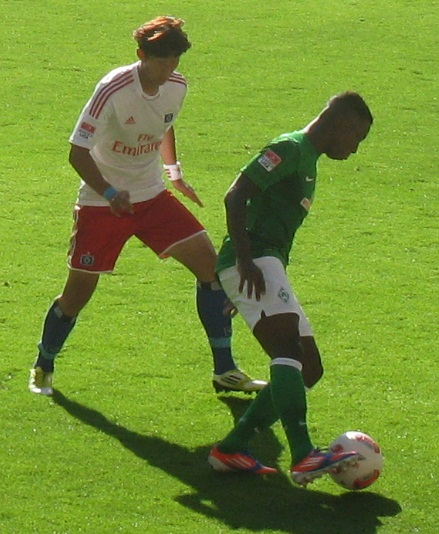
Son Heung-min, do, contra Elijero Elia, do Werder Bremen, no Nordderby.

A temporada começa no início de agosto e dura até o final de maio do ano seguinte, com uma pausa de inverno de seis semanas (meados de dezembro até o final de janeiro). A partir do novo contrato de televisão de 2006, um jogo é jogado na sexta-feira, seis jogos no sábado e dois no domingo.
As dezoito equipes desta categoria se enfrentam entre si, todos contra todos em um sistema de pontos corridos com turno e returno, com trinta e quatro rodadas de nove jogos, totalizando um total de trezentos e seis jogos, seguindo um cronograma estabelecido por sorteio. O vencedor de cada jogo tem três pontos, empate dá um ponto e a derrota zero pontos. A equipe que atingir o maior número de pontos ao final da temporada, será o vencedor da liga.
O campeão ganha o direito de participar da próxima edição da Liga dos Campeões da UEFA, junto com o segundo, terceiro e quarto classificado. O quinto e o sexto participam da Liga Europa da UEFA.
Se o campeão da Copa da Alemanha (que ganha o direito de disputar a Liga Europa da UEFA) se classificar para a Liga dos Campeões, o vice-campeão vai jogar a Liga Europa, independentemente da posição que ocupar no campeonato.

## Modelo de negócio
Na temporada de 2009-10, o faturamento da Bundesliga foi de € 1,7 bilhão, dividido em receitas de dias de jogos (€ 424 mi), receita de patrocínio (€ 573 mi) e receita de transmissão (€ 594 mi). Naquele ano, foi a única liga de futebol da Europa, onde os clubes coletivamente lucravam. Os clubes da Bundesliga pagavam menos de 50% da receita dos jogadores, a menor porcentagem das ligas europeias. A Bundesliga tem os menores preços de ingressos e a maior média de presença nas cinco principais ligas da Europa.
Os clubes da Bundesliga tendem a formar associações próximas com empresas locais, muitas das quais cresceram desde então para grandes empresas globais; Em uma comparação entre os principais clubes da Bundesliga e da Premiership, o Bayern de Munique recebeu 55% de sua receita de patrocínio de empresas, enquanto o Manchester United obteve 37%.
Os clubes da Bundesliga devem ser de propriedade majoritária dos sócios alemães (conhecidos como a regra "50 + 1" para desencorajar o controle de uma única entidade) e operar sob restrições rígidas (uma equipe recebe apenas uma licença de operação se tiver dados financeiros sólidos). Por outro lado, nas outras grandes ligas europeias, numerosas equipes de alto nível passaram a ser proprietárias de bilionários estrangeiros e um número significativo de clubes tem altos níveis de endividamento.
As exceções à regra "50 + 1" permitem que Bayer Leverkusen, 1899 Hoffenheim e VfL Wolfsburg sejam de propriedade de corporações ou investidores individuais. Nos casos de Bayer Leverkusen e Wolfsburg, os clubes foram fundados por grandes corporações (respectivamente Bayer e Volkswagen) como clubes esportivos para seus funcionários, enquanto o Hoffenheim recebeu seu principal apoio do co-fundador da SAP, Dietmar Hopp.
Depois de 2000, a Federação Alemã de Futebol e a Bundesliga determinaram que todos os clubes administrassem uma academia de jovens, com o objetivo de fortalecer o fluxo de talentos locais para o clube e a seleção. A partir de 2010, a 1.Bundesliga e a 2. Bundesliga gastaram 75 milhões de euros por ano nessas academias de jovens, que treinam cinco mil jogadores com idades entre 12 e 18 anos. Isso permite que mais dinheiro seja gasto com os jogadores que são comprados e há uma chance maior de comprar jogadores melhores em vez de médios.
Na primeira década do terceiro milênio (2000), a Bundesliga foi considerada competitiva, já que cinco equipes conquistaram o título da liga. Isso contrastou com a La Liga (Campeonato Espanhol), dominado pelos "dois grandes", Barcelona e Real Madrid, a Premier League (Campeonato Inglês) dominada pelo "Big Four" (Manchester United, Chelsea, Liverpool e Arsenal), bem como a Ligue 1 (Campeonato Francês), vencida sete anos consecutivos pelo Lyon.

### Regulamentação financeira
Durante vários anos, os clubes da Bundesliga foram sujeitos a regulamentos não muito diferentes dos regulamentos do Fair Play financeiro da UEFA acordados em Setembro de 2009.
No final de cada temporada, os clubes da Bundesliga devem solicitar à Federação Alemã de Futebol (DFB) uma licença para participar novamente no ano seguinte; somente quando a DFB, que tem acesso a todos os documentos e contas de transferência, está convencida de que não há ameaça de insolvência, eles aprovam. A DFB tem um sistema de multas e deduções de pontos para os clubes que desrespeitam as regras e aqueles que vão para o vermelho só podem comprar um jogador depois de vender um por pelo menos a mesma quantia.

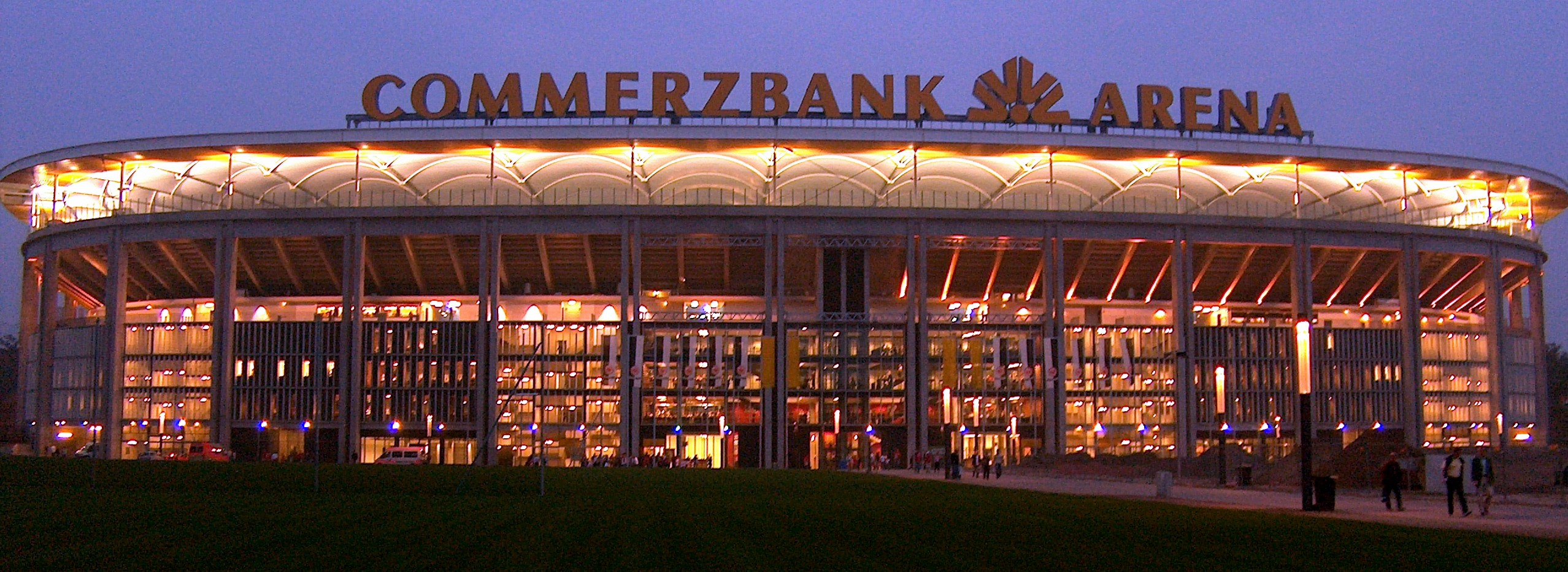
A Commerzbank Arena, é a casa do Eintracht Frankfurt.

Apesar da boa governança econômica, ainda houve alguns casos de clubes entrando em dificuldades. Em 2004, o Borussia Dortmund registrou uma dívida de € 118,8 milhões. Tendo vencido a Liga dos Campeões em 1997 e vários títulos da Bundesliga, o Dortmund tinha apostado para manter seu sucesso com um grupo caro de jogadores estrangeiros, mas fracassou, escapando por pouco da liquidação em 2006. Nos anos seguintes, o clube passou por uma extensa reestruturação para retornar para a saúde financeira, em grande parte com jovens jogadores locais. Em 2004, o Hertha BSC relatou dívidas de €24,7 milhões e só pôde continuar na Bundesliga depois de comprovar que tinha um crédito de longo prazo com o banco.

### Públicos
Com base na média por jogo, a Bundesliga é a liga de futebol mais bem frequentada do mundo; Entre todos os esportes, sua média de 45.116 torcedores por jogo durante a temporada 2011-12 foi a segunda maior de qualquer liga profissional de esportes em todo o mundo, atrás apenas da National Football League. O Borussia Dortmund tem a maior média de frequência de qualquer clube de futebol do mundo.
Das cinco principais ligas de futebol da Europa (Premier League, La Liga, Ligue 1 e Serie A), a Bundesliga tem os menores preços de ingressos e a maior média de comparecimento. Muitos estandes de clubes têm grandes áreas de terraços para os torcedores ficarem em pé. As equipes limitam o número de ingressos da temporada para garantir que todos tenham a chance de ver os jogos ao vivo e o clube visitante tem direito a 10% da capacidade disponível. De acordo com Christian Seifert, diretor-executivo da Bundesliga, os ingressos são baratos (especialmente para o público que fica em pé), já que "não é tanto na cultura dos clubes (para aumentar os preços). Eles são muito orientados para os torcedores". Uli Hoeneß, presidente do Bayern de Munique, foi citado dizendo: "Não achamos que os torcedores sejam como vacas a serem ordenhadas. O futebol precisa ser para todos".

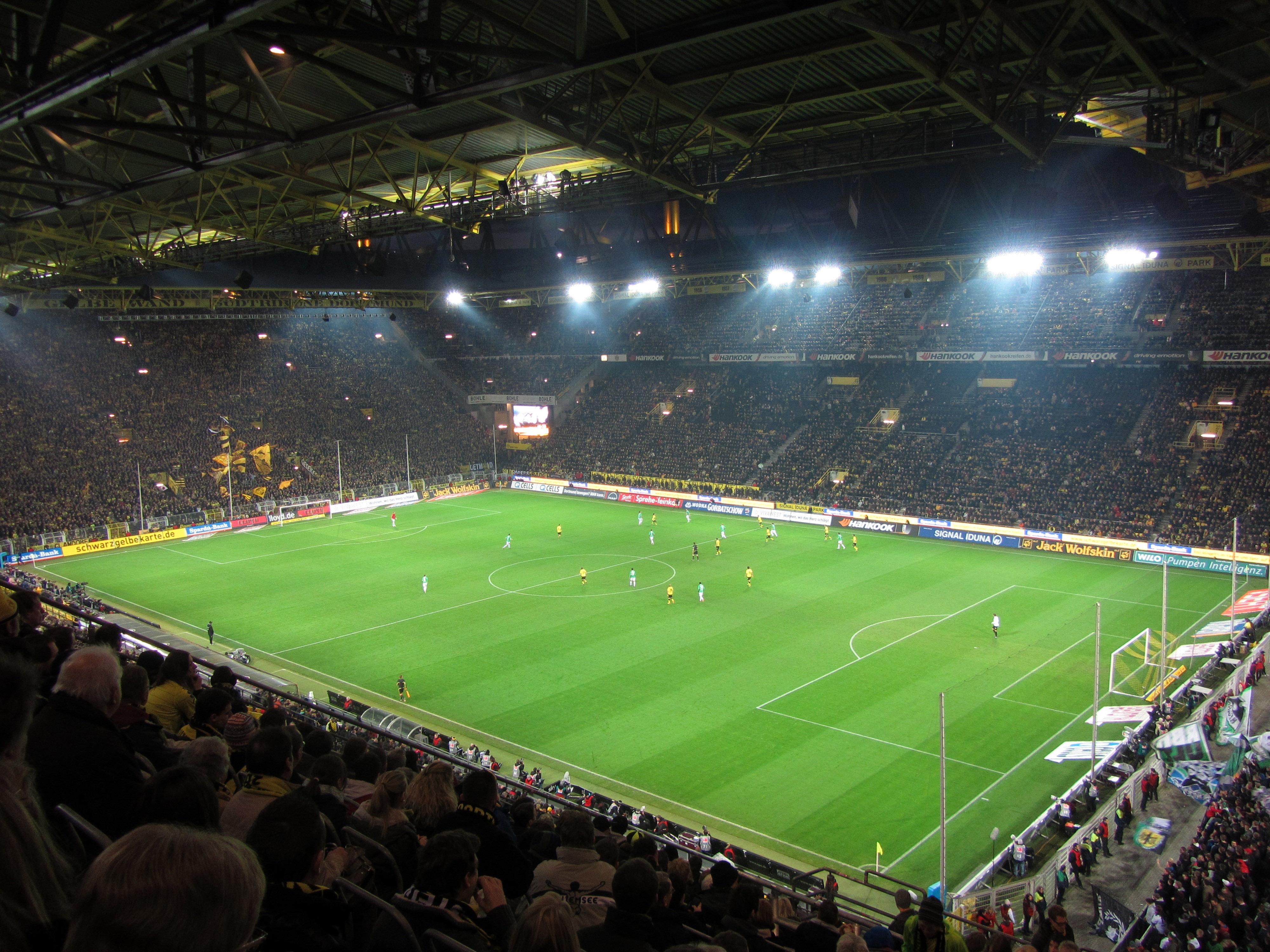
A Bundesliga tem a maior média de público de futebol do mundo. O Borussia Dortmund tem a maior média de público no Signal Iduna Park no mundo.

Média das últimas onze temporadas:
| Temporada | Total      | Média  | Clube de maior média | Média  |
| --------- | ---------- | ------ | -------------------- | ------ |
| 2000–01   | 9,462,110  | 30,922 | Borussia Dortmund    | 63,729 |
| 2001–02   | 10,113,007 | 33,049 | Borussia Dortmund    | 66,171 |
| 2002–03   | 10,447,982 | 34,144 | Borussia Dortmund    | 67,800 |
| 2003–04   | 11,442,726 | 37,395 | Borussia Dortmund    | 79,618 |
| 2004–05   | 11,570,634 | 37,813 | Borussia Dortmund    | 72,235 |
| 2005–06   | 12,478,319 | 40,779 | Borussia Dortmund    | 72,808 |
| 2006–07   | 12,226,795 | 39,957 | Borussia Dortmund    | 72,652 |
| 2007–08   | 12,069,813 | 39,444 | Borussia Dortmund    | 72,510 |
| 2008–09   | 13,011,578 | 42,521 | Borussia Dortmund    | 74,851 |
| 2009–10   | 13,001,871 | 42,490 | Borussia Dortmund    | 77,246 |
| 2010–11   | 13,054,960 | 42,663 | Borussia Dortmund    | 79,151 |
| 2011–12   | 13,805,514 | 45,116 | Borussia Dortmund    | 80,521 |
| 2012–13   | 13,042,263 | 42,622 | Borussia Dortmund    | 80,520 |
| 2013–14   | 13,311,145 | 43,500 | Borussia Dortmund    | 80,297 |
| 2014–15   | 13,323,031 | 43,539 | Borussia Dortmund    | 80,463 |
| 2015–16   | 13,249,778 | 43,300 | Borussia Dortmund    | 81,178 |
| 2016–17   | 12,703,167 | 41,514 | Borussia Dortmund    | 79,653 |
| 2017–18   | 13,661,796 | 44,646 | Borussia Dortmund    | 79,496 |
| 2018–19   | 13,295,405 | 43,449 | Borussia Dortmund    | 80,820 |
| 2019–20   | 9,112,950  | 29,781 | Bayern Munique       | 57,353 |
| 2020–21   | 163,705    | 535    | Borussia Dortmund    | 1,282  |
| 2021–22   | 6,433,132  | 21,023 | Borussia Dortmund    | 41,819 |
| 2022–23   | 13,147,701 | 42,966 | Borussia Dortmund    | 81,228 |
| 2023–24   | 12,083,936 | 39,490 | Borussia Dortmund    | 81,305 |
| 2024–25   | 11,828,684 | 38,656 | Borussia Dortmund    | 81,365 |

## Cobertura da mídia

### Doméstico
A TV da Bundesliga, rádio, internet e direitos de transmissão móvel são distribuídos pela DFL Sports Enterprises, uma subsidiária da Deutsche Fußball Liga. Os direitos de transmissão da Bundesliga são vendidos juntamente com os direitos de transmissão para os Playoffs de Despromoção da Bundesliga, 2. Bundesliga e DFL-Supercup.
Até 2020-21, os jogos da Bundesliga são transmitidos pela TV na Alemanha na Sky Germany e na Eurosport. Três jogos de sexta-feira à noite - os jogos inaugurais da primeira e segunda metade da temporada, e na última rodada antes das férias de inverno - são transmitidos na ZDF.
| Dia           | Horário | Emissora             |
| ------------- | ------- | -------------------- |
| Sexta-feira   | 20:30   | Eurosport 2 Xtra ZDF |
| Sábado        | 15:30   | Sky Sport Bundesliga |
| Sábado        | 18:30   | Sky Sport Bundesliga |
| Domingo       | 13:30   | Eurosport 2 Xtra     |
| Domingo       | 15:30   | Sky Sport Bundesliga |
| Domingo       | 18:00   | Sky Sport Bundesliga |
| Segunda-feira | 20:30   | Eurosport 2 Xtra     |

### Global

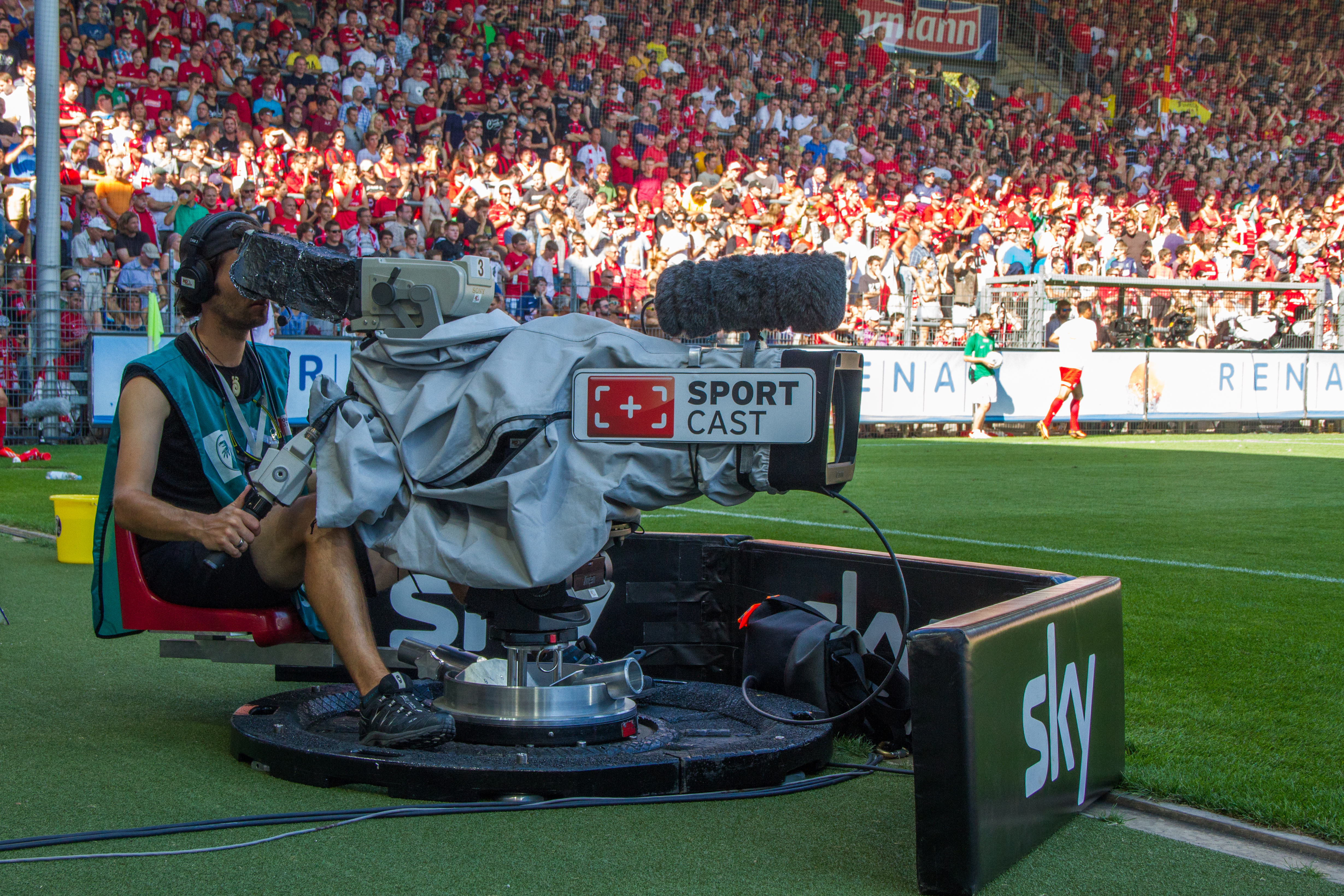
A Bundesliga é transmitida pela TV em mais de 200 países

A Bundesliga é transmitida pela TV em mais de 200 países. Em outubro de 2013, a 21st Century Fox, através das divisões Fox Sports, Fox International Channels e Sky plc, adquiriu direitos televisivos e digitais para a Bundesliga em 80 territórios, incluindo a América do Norte e Ásia (fora da Índia e Oceania) por cinco anos, e territórios europeus selecionados por dois anos, começando na temporada 2015-16. O CEO, James Murdoch, explicou que o acordo foi feito para "alavancar nosso incomparável portfólio global de canais de esportes para reforçar a marca da Bundesliga em todos os cantos do mundo".
Como resultado dessa parceria, a Fox Sports substituiu a GOL TV como detentora de direitos dos Estados Unidos a partir da temporada 2015-2016. Os jogos são transmitidos pela Fox, Fox Sports 1, Fox Sports 2 e Fox Soccer Plus. Transmissões ao vivo em espanhol na Fox Deportes. As partidas são transmitidas on-line para assinantes desses canais nos provedores participantes via Fox Sports Go, e também estão disponíveis por meio do serviço de assinatura Fox Soccer Match Pass. No Canadá, os direitos de transmissão foram sub-licenciados para a Sportsnet e a Sportsnet World.
No Reino Unido e na Irlanda, a Bundesliga é transmitida ao vivo pela BT Sport. Esse acordo dura até a temporada de 2017. Na Espanha, a Bundesliga é transmitida ao vivo pela Movistar +.
Em 2015, a operadora de TV digital StarTimes adquiriu direitos exclusivos de televisão para a África por 5 anos a partir da temporada 2015-2016.

## Campeões
A seguir a lista de todos os campeões da Bundesliga desde sua temporada inaugural. Não inclui títulos conquistados antes do início da Bundesliga, assim como os da DDR-Oberliga da Alemanha Oriental.
| Ed. | Temporada | Campeão                      | Vice-campeão             | Terceiro lugar           | Quarto lugar             |
| --- | --------- | ---------------------------- | ------------------------ | ------------------------ | ------------------------ |
| 1   | 1963–64   | 1. FC Köln (1)               | Meidericher SV           | Eintracht Frankfurt      | Borussia Dortmund        |
| 2   | 1964–65   | Werder Bremen (1)            | 1. FC Köln               | Borussia Dortmund        | TSV 1860 München         |
| 3   | 1965–66   | TSV 1860 München (1)         | Borussia Dortmund        | Bayern de Munique        | Werder Bremen            |
| 4   | 1966–67   | Eintracht Braunschweig (1)   | TSV 1860 München         | Borussia Dortmund        | Eintracht Frankfurt      |
| 5   | 1967–68   | 1. FC Nürnberg (1)           | Werder Bremen            | Borussia Mönchengladbach | 1. FC Köln               |
| 6   | 1968–69   | Bayern de Munique (1)        | Alemannia Aachen         | Eintracht Braunschweig   | Borussia Mönchengladbach |
| 7   | 1969–70   | Borussia Mönchengladbach (1) | Bayern de Munique        | Hertha BSC               | 1. FC Köln               |
| 8   | 1970–71   | Borussia Mönchengladbach (2) | Bayern de Munique        | Hertha BSC               | Eintracht Braunschweig   |
| 9   | 1971–72   | Bayern de Munique (2)        | Schalke 04               | Borussia Mönchengladbach | 1. FC Köln               |
| 10  | 1972–73   | Bayern de Munique (3)        | 1. FC Köln               | Fortuna Düsseldorf       | Wuppertaler SV           |
| 11  | 1973–74   | Bayern de Munique (4)        | Borussia Mönchengladbach | Fortuna Düsseldorf       | Eintracht Frankfurt      |
| 12  | 1974–75   | Borussia Mönchengladbach (3) | Hertha BSC               | Eintracht Frankfurt      | Hamburger SV             |
| 13  | 1975–76   | Borussia Mönchengladbach (4) | Hamburger SV             | Bayern de Munique        | 1. FC Köln               |
| 14  | 1976–77   | Borussia Mönchengladbach (5) | Schalke 04               | Eintracht Braunschweig   | Eintracht Frankfurt      |
| 15  | 1977–78   | 1. FC Köln (2)               | Borussia Mönchengladbach | Hertha BSC               | Fortuna Düsseldorf       |
| 16  | 1978–79   | Hamburger SV (1)             | VfB Stuttgart            | 1. FC Kaiserslautern     | Bayern de Munique        |
| 17  | 1979–80   | Bayern de Munique (5)        | Hamburger SV             | VfB Stuttgart            | 1. FC Kaiserslautern     |
| 18  | 1980–81   | Bayern de Munique (6)        | Hamburger SV             | VfB Stuttgart            | 1. FC Kaiserslautern     |
| 19  | 1981–82   | Hamburger SV (2)             | 1. FC Köln               | Bayern de Munique        | 1. FC Kaiserslautern     |
| 20  | 1982–83   | Hamburger SV (3)             | Werder Bremen            | VfB Stuttgart            | Bayern de Munique        |
| 21  | 1983–84   | VfB Stuttgart (1)            | Hamburger SV             | Borussia Mönchengladbach | Bayern de Munique        |
| 22  | 1984–85   | Bayern de Munique (7)        | Werder Bremen            | 1. FC Köln               | Borussia Mönchengladbach |
| 23  | 1985–86   | Bayern de Munique (8)        | Werder Bremen            | Bayer Uerdingen          | Borussia Mönchengladbach |
| 24  | 1986–87   | Bayern de Munique (9)        | Hamburger SV             | Borussia Mönchengladbach | Werder Bremen            |
| 25  | 1987–88   | Werder Bremen (2)            | 1. FC Köln               | Bayern de Munique        | VfB Stuttgart            |
| 26  | 1988–89   | Bayern de Munique (10)       | 1. FC Köln               | Werder Bremen            | Hamburger SV             |
| 27  | 1989–90   | Bayern de Munique (11)       | 1. FC Köln               | Eintracht Frankfurt      | Borussia Dortmund        |
| 28  | 1990–91   | 1. FC Kaiserslautern (1)     | Bayern de Munique        | Werder Bremen            | Hamburger SV             |
| 29  | 1991–92   | VfB Stuttgart (2)            | Borussia Dortmund        | Eintracht Frankfurt      | 1. FC Köln               |
| 30  | 1992–93   | Werder Bremen (3)            | Bayern de Munique        | Eintracht Frankfurt      | Borussia Dortmund        |
| 31  | 1993–94   | Bayern de Munique (12)       | 1. FC Kaiserslautern     | Borussia Dortmund        | Bayer Leverkusen         |
| 32  | 1994–95   | Borussia Dortmund (1)        | Werder Bremen            | SC Freiburg              | 1. FC Kaiserslautern     |
| 33  | 1995–96   | Borussia Dortmund (2)        | Bayern de Munique        | Schalke 04               | Borussia Mönchengladbach |
| 34  | 1996–97   | Bayern de Munique (13)       | Bayer Leverkusen         | Borussia Dortmund        | VfB Stuttgart            |
| 35  | 1997–98   | 1. FC Kaiserslautern (2)     | Bayern de Munique        | Bayer Leverkusen         | VfB Stuttgart            |
| 36  | 1998–99   | Bayern de Munique (14)       | Bayer Leverkusen         | Hertha BSC               | Borussia Dortmund        |
| 37  | 1999–00   | Bayern de Munique (15)       | Bayer Leverkusen         | Hamburger SV             | TSV 1860 München         |
| 38  | 2000–01   | Bayern de Munique (16)       | Schalke 04               | Borussia Dortmund        | Bayer Leverkusen         |
| 39  | 2001–02   | Borussia Dortmund (3)        | Bayer Leverkusen         | Bayern de Munique        | Hertha BSC               |
| 40  | 2002–03   | Bayern de Munique (17)       | VfB Stuttgart            | Borussia Dortmund        | Hamburger SV             |
| 41  | 2003–04   | Werder Bremen (4)            | Bayern de Munique        | Bayer Leverkusen         | VfB Stuttgart            |
| 42  | 2004–05   | Bayern de Munique (18)       | Schalke 04               | Werder Bremen            | Hertha BSC               |
| 43  | 2005–06   | Bayern de Munique (19)       | Werder Bremen            | Hamburger SV             | Schalke 04               |
| 44  | 2006–07   | VfB Stuttgart (3)            | Schalke 04               | Werder Bremen            | Bayern de Munique        |
| 45  | 2007–08   | Bayern de Munique (20)       | Werder Bremen            | Schalke 04               | Hamburger SV             |
| 46  | 2008–09   | VfL Wolfsburg (1)            | Bayern de Munique        | VfB Stuttgart            | Hertha BSC               |
| 47  | 2009–10   | Bayern de Munique (21)       | Schalke 04               | Werder Bremen            | Bayer Leverkusen         |
| 48  | 2010–11   | Borussia Dortmund (4)        | Bayer Leverkusen         | Bayern de Munique        | Hannover 96              |
| 49  | 2011–12   | Borussia Dortmund (5)        | Bayern de Munique        | Schalke 04               | Borussia Mönchengladbach |
| 50  | 2012–13   | Bayern de Munique (22)       | Borussia Dortmund        | Bayer Leverkusen         | Schalke 04               |
| 51  | 2013–14   | Bayern de Munique (23)       | Borussia Dortmund        | Schalke 04               | Bayer Leverkusen         |
| 52  | 2014–15   | Bayern de Munique (24)       | VfL Wolfsburg            | Borussia Mönchengladbach | Bayer Leverkusen         |
| 53  | 2015–16   | Bayern de Munique (25)       | Borussia Dortmund        | Bayer Leverkusen         | Borussia Mönchengladbach |
| 54  | 2016–17   | Bayern de Munique (26)       | RB Leipzig               | Borussia Dortmund        | TSG Hoffenheim           |
| 55  | 2017–18   | Bayern de Munique (27)       | Schalke 04               | TSG Hoffenheim           | Borussia Dortmund        |
| 56  | 2018–19   | Bayern de Munique (28)       | Borussia Dortmund        | RB Leipzig               | Bayer Leverkusen         |
| 57  | 2019–20   | Bayern de Munique (29)       | Borussia Dortmund        | RB Leipzig               | Borussia Mönchengladbach |
| 58  | 2020–21   | Bayern de Munique (30)       | RB Leipzig               | Borussia Dortmund        | VfL Wolfsburg            |
| 59  | 2021–22   | Bayern de Munique (31)       | Borussia Dortmund        | Bayer Leverkusen         | RB Leipzig               |
| 60  | 2022–23   | Bayern de Munique (32)       | Borussia Dortmund        | RB Leipzig               | Union Berlin             |
| 61  | 2023–24   | Bayer Leverkusen (1)         | VfB Stuttgart            | Bayern de Munique        | RB Leipzig               |
| 62  | 2024–25   | Bayern de Munique (33)       | Bayer Leverkusen         | Eintracht Frankfurt      | Borussia Dortmund        |

## Títulos por clube
A seguir a lista de clubes com mais títulos desde a primeira edição da Bundesliga em 1963–64.[carece de fontes?]
| Clube                    | Títulos | Vices | Temporadas campeão | Temporadas vice-campeão                                                                  |
| ------------------------ | ------- | ----- | --- | ---------------------------------------------------------------------------------------- |
| Bayern de Munique        | 33      | 10    | 1968–69, 1971–72, 1972–73, 1973–74, 1979–80, 1980–81, 1984–85, 1985–86, 1986–87, 1988–89, 1989–90, 1993–94, 1996–97, 1998–99, 1999–00, 2000–01, 2002–03, 2004–05, 2005–06, 2007–08, 2009–10, 2012–13, 2013–14, 2014–15, 2015–16, 2016–17, 2017–18, 2018–19, 2019–20, 2020–21, 2021–22, 2022–23, 2024–25 | 1969–70, 1970–71, 1987–88, 1990–91, 1992–93, 1995–96, 1997–98, 2003–04, 2008–09, 2011–12 |
| Borussia Dortmund        | 5       | 8     | 1994–95, 1995–96, 2001–02, 2010–11, 2011–12 | 1965–66, 1991–92, 2012–13, 2013–14, 2015–16, 2018–19, 2019–20, 2021–22, 2022–23          |
| Borussia Mönchengladbach | 5       | 2     | 1969–70, 1970–71, 1974–75, 1975–76, 1976–77 | 1973–74, 1977–78                                                                         |
| Werder Bremen            | 4       | 7     | 1964–65, 1987–88, 1992–93, 2003–04 | 1967–68, 1982–83, 1984–85, 1985–86, 1994–95, 2005–06, 2007–08                            |
| Hamburger SV             | 3       | 5     | 1978–79, 1981–82, 1982–83 | 1975–76, 1979–80, 1980–81, 1983–84, 1986–87                                              |
| VfB Stuttgart            | 3       | 3     | 1983–84, 1991–92, 2006–07 | 1978–79, 2002–03, 2023–24                                                                |
| 1. FC Köln               | 2       | 5     | 1963–64, 1977–78 | 1964–65, 1972–73, 1981–82, 1988–89, 1989–90                                              |
| 1. FC Kaiserslautern     | 2       | 1     | 1990–91, 1997–98 | 1993–94                                                                                  |
| Bayer Leverkusen         | 1       | 6     | 2023–24 | 1996–97, 1998–99, 1999–00, 2001–02, 2010–11, 2024–25                                     |
| TSV 1860 München         | 1       | 1     | 1965–66 | 1966–67                                                                                  |
| VfL Wolfsburg            | 1       | 1     | 2008–09 | 2014–15                                                                                  |
| Eintracht Braunschweig   | 1       | 0     | 1966–67 | —                                                                                        |
| 1. FC Nürnberg           | 1       | 0     | 1967–68 |                                                                                          |

## Honras

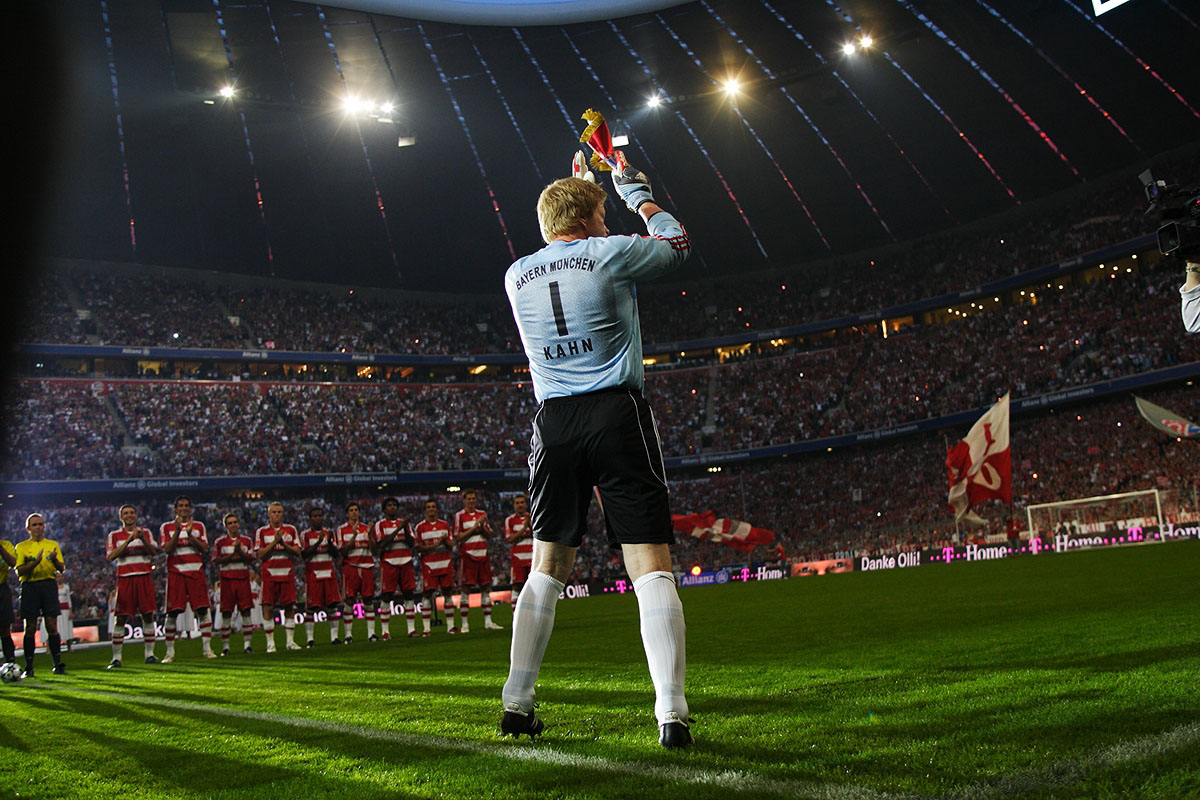
Oliver Kahn venceu oito títulos da Bundesliga.

Em 2004, a honra de "Verdiente Meistervereine" foi introduzida, seguindo um costume praticado na Itália para reconhecer clubes que ganharam vários campeonatos ou outras honras pela exibição de estrelas de ouro em seus emblemas e camisas. O uso de cada país é único e na Alemanha a prática é premiar uma estrela por três títulos, duas estrelas por cinco títulos, três estrelas por dez títulos e quatro estrelas por 20 títulos, o máximo regulamentado.
O antigo clube da Alemanha Oriental, Dínamo de Berlim, pediu a liga para ter seus títulos da DDR-Oberliga reconhecidos, mas não recebeu resposta. O Dínamo acabou por resolver o problema com as próprias mãos e colocou três estrelas nas camisas. Isso causou algum debate, pois a equipe era patrocinada pela polícia secreta da Alemanha Oriental, a Stasi. A questão também afeta outros ex-campeões da Alemanha Oriental e pré-Bundesliga. Em novembro de 2005, a DFB permitiu que todos os ex-campeões exibissem uma única estrela com o número de títulos, incluindo todos os títulos masculinos alemães desde 1903, títulos femininos desde 1974 e títulos da Alemanha Oriental.
O Dínamo de Berlim não seguiu esta diretriz e continua a usar três estrelas, em vez de uma única estrela inscrita com o número 10. Greuther Fürth exibe não oficialmente três (prata) estrelas de títulos pré-guerra.
Desde junho de 2010, os seguintes clubes foram oficialmente autorizados a usar estrelas enquanto jogam na Bundesliga. O número entre parênteses é para títulos da Bundesliga ganhos.
- 5 Estrelas - Bayern Munich (33)
- 2 Estrelas - Borussia Mönchengladbach (5)
- 2 Estrelas - Borussia Dortmund (5)
- 1 Estrela - Werder Bremen (4)
- 1 Estrela - Hamburger SV (3)
- 1 Estrela - VfB Stuttgart (3)

Além disso, um sistema de designação de uma estrela foi adotado para uso. Este sistema destina-se a ter em conta não apenas os títulos da Bundesliga, mas também outros títulos nacionais. Em julho de 2014, os seguintes clubes foram autorizados a usar uma estrela enquanto jogam fora da Bundesliga. O número entre parênteses é para o total de títulos da liga conquistados ao longo da história do futebol alemão e seria exibido dentro da estrela. Algumas equipes listadas aqui tinham nomes diferentes ao ganhar seus respectivos campeonatos, esses nomes também são indicados entre parênteses.
| - Bayern Munich* (28) - Dynamo Berlin (10) - 1. FC Nürnberg* (9) - Borussia Dortmund* (8) - Dynamo Dresden** (8) - Schalke 04** (7) - Hamburger SV** (7) (1921–22, Title declined per DFB) - 1. FC Frankfurt (as Vorwärts Berlin in the DDR-Oberliga) (6) - VfB Stuttgart* (5) - Borussia Mönchengladbach* (5) - Werder Bremen* (4) - 1. FC Kaiserslautern** (4) - Erzgebirge Aue** (include 1955 DDR-Oberliga unofficial fall championship) (4) - Carl Zeiss Jena*** (3) | - 1. FC Köln** (3) - Lokomotive Leipzig (as VfB Leipzig) (3) - 1. FC Magdeburg** (3) - Greuther Fürth** (3) - Hertha BSC** (2) - FC Viktoria 1889 Berlin (as BFC Viktoria 1889) (2) - Rot-Weiß Erfurt (as Turbine Erfurt in the DDR-Oberliga) (2) - Dresdner SC (2) - BSG Chemie Leipzig (as Chemie Leipzig in the DDR-Oberliga) (2) - Hannover 96* (2) - FSV Zwickau (as ZSG Horch Zwickau in the DDR-Oberliga) (2) - Turbine Halle (as BSG Turbine Halle in the DDR-Oberliga) (2) - Hansa Rostock*** (in the DDR-Oberliga) (1) | - Karlsruher FV (1) - Holstein Kiel** (1) - 1860 Munich*** (1) - Blau Weiss Berlin (as SpVgg Blau-Weiß 1890 Berlin) (1) - Karlsruher SC*** (1) - Fortuna Düsseldorf* (1) - Eintracht Frankfurt* (1) - VfL Wolfsburg* (1) - Chemnitzer FC (as FC Karl-Marx-Stadt in the DDR-Oberliga) (1) - Freiburger FC (1) - VfR Mannheim (1) - Rot-Weiss Essen (1) - Eintracht Braunschweig*** (1) |

* Membro atual da 1. Bundesliga
** Membro atual da 2. Bundesliga
*** Membro atual da 3. Liga

## Campeonatos Pré-Bundesliga
| Temporada | Campeão | Vice campeão | Terceiro lugar | Quarto lugar |
| --- | --- | --- | --- | --- |
| Campeonato Alemão 1903-1918 (Império Alemão) | | | | |
| 1903 | Leipzig | DFC Prag | Altonaer 1893 | Karlsruher FV |
| 1904 | A final entre Leipzig e Britannia Berlin não foi realizada devido a protestos do Kalrsruher FV, alegando que a partida contra o Britannia, em que perdeu por 6 a 1 e ocorreu em Berlim, não foi realizada em campo neutro, como estava previsto no regulamento. O Campeonato terminou sem um vencedor. | A final entre Leipzig e Britannia Berlin não foi realizada devido a protestos do Kalrsruher FV, alegando que a partida contra o Britannia, em que perdeu por 6 a 1 e ocorreu em Berlim, não foi realizada em campo neutro, como estava previsto no regulamento. O Campeonato terminou sem um vencedor. | A final entre Leipzig e Britannia Berlin não foi realizada devido a protestos do Kalrsruher FV, alegando que a partida contra o Britannia, em que perdeu por 6 a 1 e ocorreu em Berlim, não foi realizada em campo neutro, como estava previsto no regulamento. O Campeonato terminou sem um vencedor. | A final entre Leipzig e Britannia Berlin não foi realizada devido a protestos do Kalrsruher FV, alegando que a partida contra o Britannia, em que perdeu por 6 a 1 e ocorreu em Berlim, não foi realizada em campo neutro, como estava previsto no regulamento. O Campeonato terminou sem um vencedor. |
| 1905 | Union Berlin | Karlsruher FV | Dresdner | Duisburger SpV |
| 1906 | Leipzig | 1. FC Pforzheim | Hertha Berlim | Union Berlim |
| 1907 | Freiburger | Viktoria Berlim | Leipzig | Victoria Hamburg |
| 1908 | Viktoria Berlim | Stuttgarter Kickers | Wacker Leipzig | Duisburger SpV |
| 1909 | Phönix Karlsruher | Viktoria Berlim | Altonaer 1893 | Erfurt 95 |
| 1910 | Karlsruher FV | Holstein Kiel | Phönix Karlsruher | Tasmania Rixdorf |
| 1911 | Viktoria Berlim | Leipzig | Karlsruher FV | Holstein Kiel |
| 1912 | Holstein Kiel | Karlsruher FV | Viktoria Berlim | SpVgg Leipzig |
| 1913 | Leipzig | Duisburger SpV | Holstein Kiel | Viktoria Berlim |
| 1914 | Greuther Fürth | Leipzig | Berliner BC | Duisburger SpV |
| Os campeonatos de 1915 a 1919 não foram realizados devido a Primeira Guerra Mundial | | | | |
| Campeonato Alemão 1919-1933 (República de Weimar) | | | | |
| 1920 | Nuremberg | Greuther Fürth | Titania Stettin | Vereinigte Breslauer |
| 1921 | Nuremberg | Vorwärts Berlim | Duisburger SpV | Hallescher Wacker |
| 1922 | A final do campeonato foi realizada entre Nuremberg e Hamburgo. A partida final estava empatada em 2 a 2 e o árbitro teve que encerrar a partida por falta de iluminação. Um novo jogo foi marcado e a equipe do Nuremberg só pode comparecer com 9 jogadores e após 2 jogadores se lesionarem quando o jogo estava 1 a 1, o árbitro teve que encerrar a partida por falta de número mínimo de jogadores em campo. Após a reunião da comissão da federação alemã, o título foi dado ao Hamburgo, sob protestos da equipe do Nuremberg. Pouco tempo depois o Hamburgo abdicou do título e a federação alemã acatou, colocando o título como vago. Anos mais tarde, o Hamburgo declarou que abdicou do título mediante pressão de dirigentes da federação alemã, mas até o momento, o clube não manifestou interesse de reivindicar o título de 1922. | A final do campeonato foi realizada entre Nuremberg e Hamburgo. A partida final estava empatada em 2 a 2 e o árbitro teve que encerrar a partida por falta de iluminação. Um novo jogo foi marcado e a equipe do Nuremberg só pode comparecer com 9 jogadores e após 2 jogadores se lesionarem quando o jogo estava 1 a 1, o árbitro teve que encerrar a partida por falta de número mínimo de jogadores em campo. Após a reunião da comissão da federação alemã, o título foi dado ao Hamburgo, sob protestos da equipe do Nuremberg. Pouco tempo depois o Hamburgo abdicou do título e a federação alemã acatou, colocando o título como vago. Anos mais tarde, o Hamburgo declarou que abdicou do título mediante pressão de dirigentes da federação alemã, mas até o momento, o clube não manifestou interesse de reivindicar o título de 1922. | A final do campeonato foi realizada entre Nuremberg e Hamburgo. A partida final estava empatada em 2 a 2 e o árbitro teve que encerrar a partida por falta de iluminação. Um novo jogo foi marcado e a equipe do Nuremberg só pode comparecer com 9 jogadores e após 2 jogadores se lesionarem quando o jogo estava 1 a 1, o árbitro teve que encerrar a partida por falta de número mínimo de jogadores em campo. Após a reunião da comissão da federação alemã, o título foi dado ao Hamburgo, sob protestos da equipe do Nuremberg. Pouco tempo depois o Hamburgo abdicou do título e a federação alemã acatou, colocando o título como vago. Anos mais tarde, o Hamburgo declarou que abdicou do título mediante pressão de dirigentes da federação alemã, mas até o momento, o clube não manifestou interesse de reivindicar o título de 1922. | A final do campeonato foi realizada entre Nuremberg e Hamburgo. A partida final estava empatada em 2 a 2 e o árbitro teve que encerrar a partida por falta de iluminação. Um novo jogo foi marcado e a equipe do Nuremberg só pode comparecer com 9 jogadores e após 2 jogadores se lesionarem quando o jogo estava 1 a 1, o árbitro teve que encerrar a partida por falta de número mínimo de jogadores em campo. Após a reunião da comissão da federação alemã, o título foi dado ao Hamburgo, sob protestos da equipe do Nuremberg. Pouco tempo depois o Hamburgo abdicou do título e a federação alemã acatou, colocando o título como vago. Anos mais tarde, o Hamburgo declarou que abdicou do título mediante pressão de dirigentes da federação alemã, mas até o momento, o clube não manifestou interesse de reivindicar o título de 1922. |
| 1923 | Hamburgo | FC Union Berlim | Greuther Fürth | Königsberg |
| 1924 | Nuremberg | Hamburgo | SpVgg Leipzig | Duisburger SpV |
| 1925 | Nuremberg | Frankfurt | Hertha Berlim | Duisburger SpV |
| 1926 | Greuther Fürth | Hertha Berlim | Hamburgo | Holstein Kiel |
| 1927 | Nuremberg | Hertha Berlim | Greuther Fürth | Munique 1860 |
| 1928 | Hamburgo | Hertha Berlim | Wacker Munique | Bayern de Munique |
| 1929 | Greuther Fürth | Hertha Berlim | Nuremberg | Breslauer SC |
| 1930 | Hertha Berlim | Holstein Kiel | Nuremberg | Dresdner |
| 1931 | Hertha Berlim | Munique 1860 | Hamburgo | Holstein Kiel |
| 1932 | Bayern de Munique | Eintracht Frankfurt | Nuremberg | Schalke 04 |
| 1933 | Fortuna Düsseldorf | Schalke 04 | Eintracht Frankfurt | Munique 1860 |
| Gauliga 1934-1944 (Alemanha Nazista) | | | | |
| 1934 | Schalke 04 | Nuremberg | Viktoria Berlim | Waldhof Mannheim |
| 1935 | Schalke 04 | Stuttgart | Benrath | Chemnitz |
| 1936 | Nuremberg | Fortuna Düsseldorf | Schalke 04 | Vorwärts-Rasensport Gleiwitz |
| 1937 | Schalke 04 | Nuremberg | Stuttgart | Hamburgo |
| 1938 | Hannover 96 | Schalke 04 | Fortuna Düsseldorf | Hamburgo |
| Com a anexação da Áustria em 1938 pela Alemanha Nazista, as equipes austríacas passaram a disputar a Gauliga, juntamente com as equipes alemãs. | | | | |
| 1939 | Schalke 04 | Admira Viena (Áustria) | Dresdner | Hamburgo |
| 1940 | Schalke 04 | Dresdner | Rapid Viena (Áustria) | Waldhof Mannheim |
| 1941 | Rapid Viena (Áustria) | Schalke 04 | Dresdner | Köln 1899 |
| 1942 | Schalke 04 | First Vienna (Áustria) | Blau-Weiss Berlim | Kickers Offenbach |
| 1943 | Dresdner | Saarbrücken | Holstein Kiel | First Vienna (Áustria) |
| 1944 | Dresdner | Luftwaffen Hamburg | Nuremberg | Groß Born |
| Os campeonatos de 1945 a 1947 não foram realizados devido a Segunda Guerra Mundial. A partir de 1945, a Alemanha foi dividida em zonas de influência, mas o campeonato de 1947-48 foi disputado ainda com as equipes da antiga Alemanha, com os clubes divididos em grupos por zona de influência (inglesa, francesa, americana e soviética). A equipe do SG Planitz, da zona soviética, acabou sendo impedida de disputar a fase final do campeonato pelos soviéticos, fazendo com que os campeonatos das Alemanhas Ocidental e Oriental surgissem no ano seguinte. | | | | |
| 1947-48 | Nuremberg | Kaiserslautern | Sankt Pauli | Neuendorf |
| Oberliga 1948-1963 (Alemanha Ocidental) | | | | |
| 1948-49 | Mannheim | Borussia Dortmund | Kickers Offenbach | Kaiserslautern |
| 1949-50 | Stuttgart | Kickers Offenbach | Greuther Fürth | Preußen Dellbrück |
| 1950-51 | Kaiserslautern | Preußen Münster | Nuremberg | Schalke 04 |
| 1951-52 | Stuttgart | Saarbrücken | Nuremberg | Rot-Weiss Essen |
| 1952-53 | Kaiserslautern | Stuttgart | Borussia Dortmund | Eintracht Frankfurt |
| 1953-54 | Hannover 96 | Kaiserslautern | Colônia | Stuttgart |
| 1954-55 | Rot-Weiss Essen | Kaiserslautern | Hamburgo | Bremerhaven 93 |
| 1955-56 | Borussia Dortmund | Karlsruher | Hamburgo | Schalke 04 |
| 1956-57 | Borussia Dortmund | Hamburgo | Kickers Offenbach | Duisburger SpV |
| 1957-58 | Schalke 04 | Hamburgo | Karlsruher | Nuremberg |
| 1958-59 | Eintracht Frankfurt | Kickers Offenbach | Hamburgo | Colônia |
| 1959-60 | Hamburgo | Colônia | Werder Bremen | Karlsruher |
| 1960-61 | Nuremberg | Borussia Dortmund | Eintracht Frankfurt | Werder Bremen |
| 1961-62 | Colônia | Nuremberg | Eintracht Frankfurt | Tasmania Berlim |
| 1962-63 | Borussia Dortmund | Colônia | Nuremberg | Munique 1860 |

## Recordes

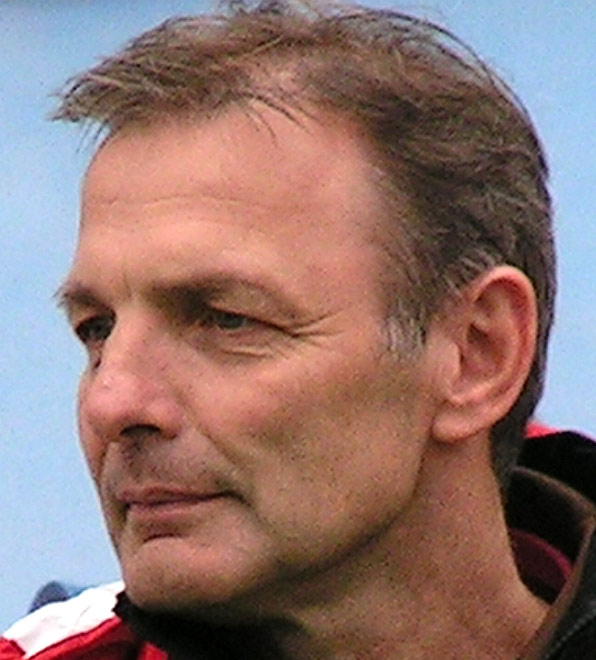
Karl-Heinz Körbel.

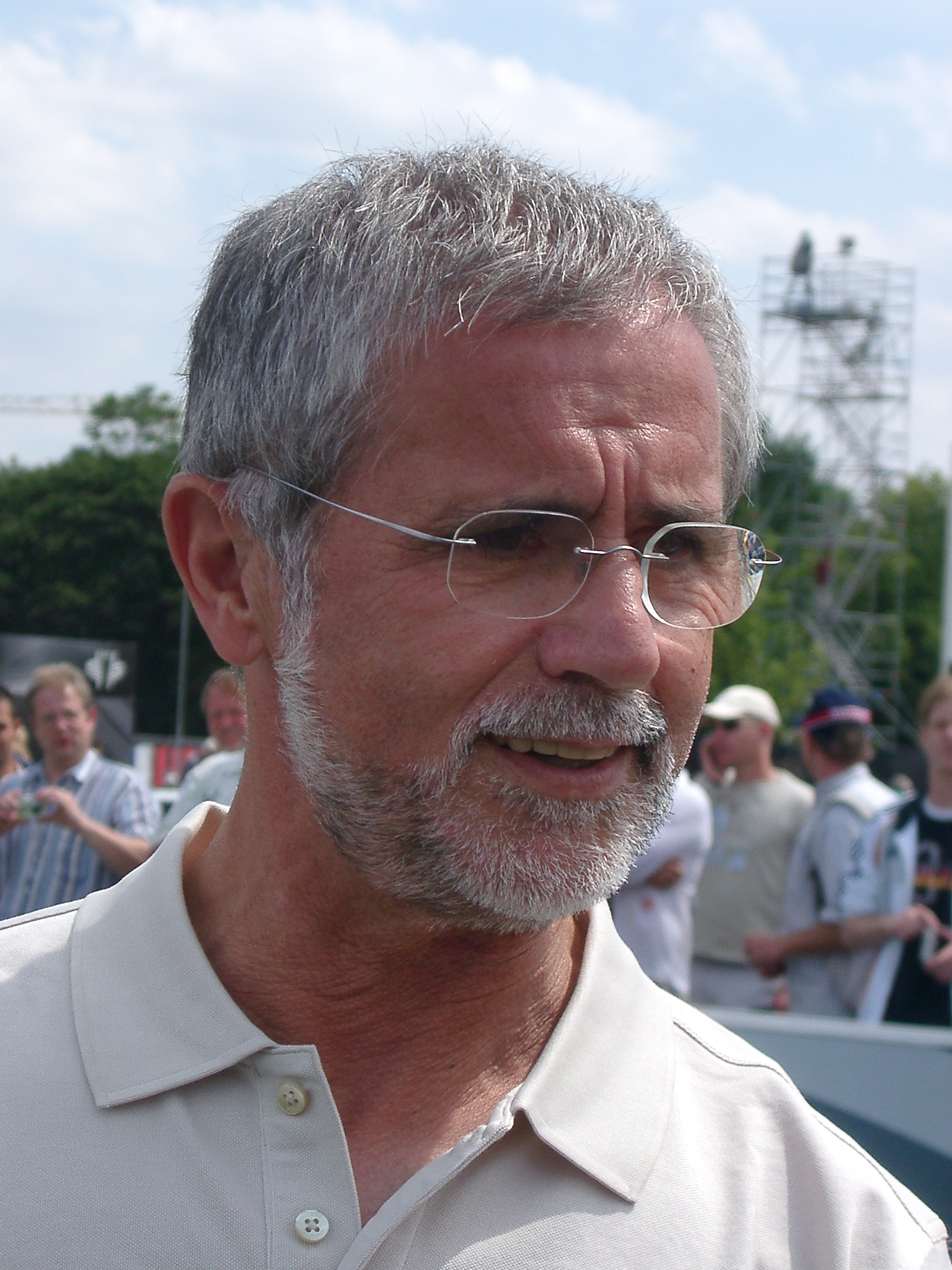
Gerd Müller.

| Jogador | Jogador           | Período   | Clube(s)                                              | Jogos |
| ------- | ----------------- | --------- | ----------------------------------------------------- | ----- |
| 1       | Karl-Heinz Körbel | 1972–1991 | Eintracht Frankfurt                                   | 602   |
| 2       | Manfred Kaltz     | 1971–1991 | Hamburgo                                              | 581   |
| 3       | Oliver Kahn       | 1987–2008 | Karlsruher, Bayern de Munique                         | 557   |
| 4       | Klaus Fichtel     | 1965–1988 | Schalke 04, Werder Bremen                             | 552   |
| 5       | Mirko Votava      | 1976–1996 | Borussia Dortmund, Werder Bremen                      | 546   |
| 6       | Klaus Fischer     | 1968–1988 | Munique 1860, Schalke 04, Köln, Bochum                | 535   |
| 7       | Eike Immel        | 1978–1995 | Borussia Dortmund, Stuttgart                          | 534   |
| 8       | Willi Neuberger   | 1966–1983 | Borussia Dortmund, Werder Bremen, Eintracht Frankfurt | 520   |
| 9       | Michael Lameck    | 1972–1988 | Bochum                                                | 518   |
| 10      | Ulrich Stein      | 1976–1997 | Arminia Bielefeld, Eintracht Frankfurt Hamburgo       | 512   |

[carece de fontes?]
| Pos. | Jogador             | Clubes                                                      | Período   | Gols | Jogos | Média |
| ---- | ------------------- | ----------------------------------------------------------- | --------- | ---- | ----- | ----- |
| 1    | Gerd Müller         | Bayern de Munique                                           | 1965–1979 | 367  | 427   | 0,85  |
| 2    | Robert Lewandowski  | Borussia Dortmund, Bayern de Munique                        | 2010–2022 | 313  | 384   | 0,83  |
| 3    | Klaus Fischer       | Munique 1860, Schalke 04, Köln, Bochum                      | 1968–1988 | 271  | 535   | 0,50  |
| 4    | Jupp Heynckes       | Borussia Mönchengladbach, Hannover 96                       | 1965–1978 | 226  | 369   | 0,61  |
| 5    | Manfred Burgsmüller | Rot-Weiss Essen, Borussia Dortmund, Nürnberg, Werder Bremen | 1969–1990 | 217  | 447   | 0,48  |
| 6    | Claudio Pizarro     | Werder Bremen, Bayern de Munique, Köln                      | 1999–2020 | 198  | 490   | 0,40  |
| 7    | Ulf Kirsten         | Bayer Leverkusen                                            | 1990–2003 | 187  | 350   | 0,53  |
| 8    | Stefan Kuntz        | Bochum, Bayer Uerdingen, Kaiserslautern, Arminia Bielefeld  | 1983–1999 | 181  | 447   | 0,40  |
| 9    | Dieter Müller       | Köln, Stuttgart, 1. FC Saarbrücken                          | 1973–1986 | 175  | 299   | 0,58  |
| 9    | Klaus Allofs        | Fortuna Düsseldorf, Köln, Werder Bremen                     | 1975–1993 | 175  | 421   | 0,43  |